# Cohors III Breucorum
La Cohors III Breucorum fue una unidad auxilia de infantería del ejército del Imperio Romano del tipo cohors quinquagenaria peditata, cuya existencia está atestiguada desde la segunda mitad del siglo I hasta finales del siglo II.

## Reclutamiento y segunda mitad delsigloI
Esta cohorte fue reclutada por orden de Vespasiano hacia el año 71-72 de entre la tribu de los Breuci, quienes habitaban el valle del río Sava en la provincia romana de Pannonia, concretamente en la zona que desde Adriano formaría la provincia Pannonia Inferior. Su reclutamiento se debió a la necesidad de reponer las importantes pérdidas de unidades auxiliares provocadas en el ejército romano durante la guerra civil del año de los cuatro emperadores, la rebelión de los bátavos y, en menor medida, la gran rebelión judía, todo entre el 69 y el 71.

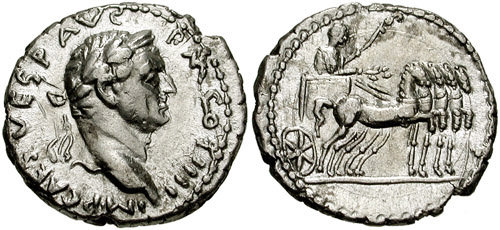
Denario de Vespasiano con el emperador victorioso sobre una cuadriga en el reverso, emperador que reclutó la Cohors III Breucorum para reforzar las diezmadas unidades auxiliares del ejército romano.

La unidad fue asignada a la provincia Germania Inferior, aunque desconocemos en que campamento concreto fue instalada. De esta provincia procede el primer testimonio conservado sobre ella, un Diploma Militaris otorgado durante el imperio de Domiciano, fechado entre 90 y 96, lo que permite pensar que fue reclutada 25 años antes.

## ElsigloII
Otro diploma fechado en 98, permite saber que participó en las operaciones del emperador Trajano de 98-99 para estabilizar el limes Germanicus. En esta tarea, la unidad fue dirigida por el Praefectus Cohortis Tito Prifernio Peto Memmio Apolinar.
Durante las primera guerra dacia de Trajano, la unidad permaneció de guarnición en Germania Inferior, como indica un diploma militaris de 101. Esta situación se mantuvo bajo el imperio de Adriano como indican otros dos diplomas fechados en 127.
El último testimonio procede del castellum Laurum (Woerdem, Países Bajos), base de la Cohors XV Voluntariorum en la desembocadura del Rhin, donde el centurión Lucio Terencio Baso dedicó un ara votiva al Sol Heliogábalo y a Minerva en honor del emperador Antonino Pío, entre 138 y 161.
En algún momento del siglo II la Cohors III Breucorum colaboró en el mantenimiento del castellum de Abusina (Eining, Alemania) en la provincia Raetia.
Conocemos otros dos Prefectos de la cohorte, Marco Campanio Marcelo, quien dirigió la unidad en algún momento del siglo II. y otro de nombre desconocido por lo fragmentario de la inscripción, procedente de  Verona (Italia), que dirigió la unidad también a lo largo del siglo II.
La unidad desapareció en algún momento del último tercio del siglo II.

## Véase también

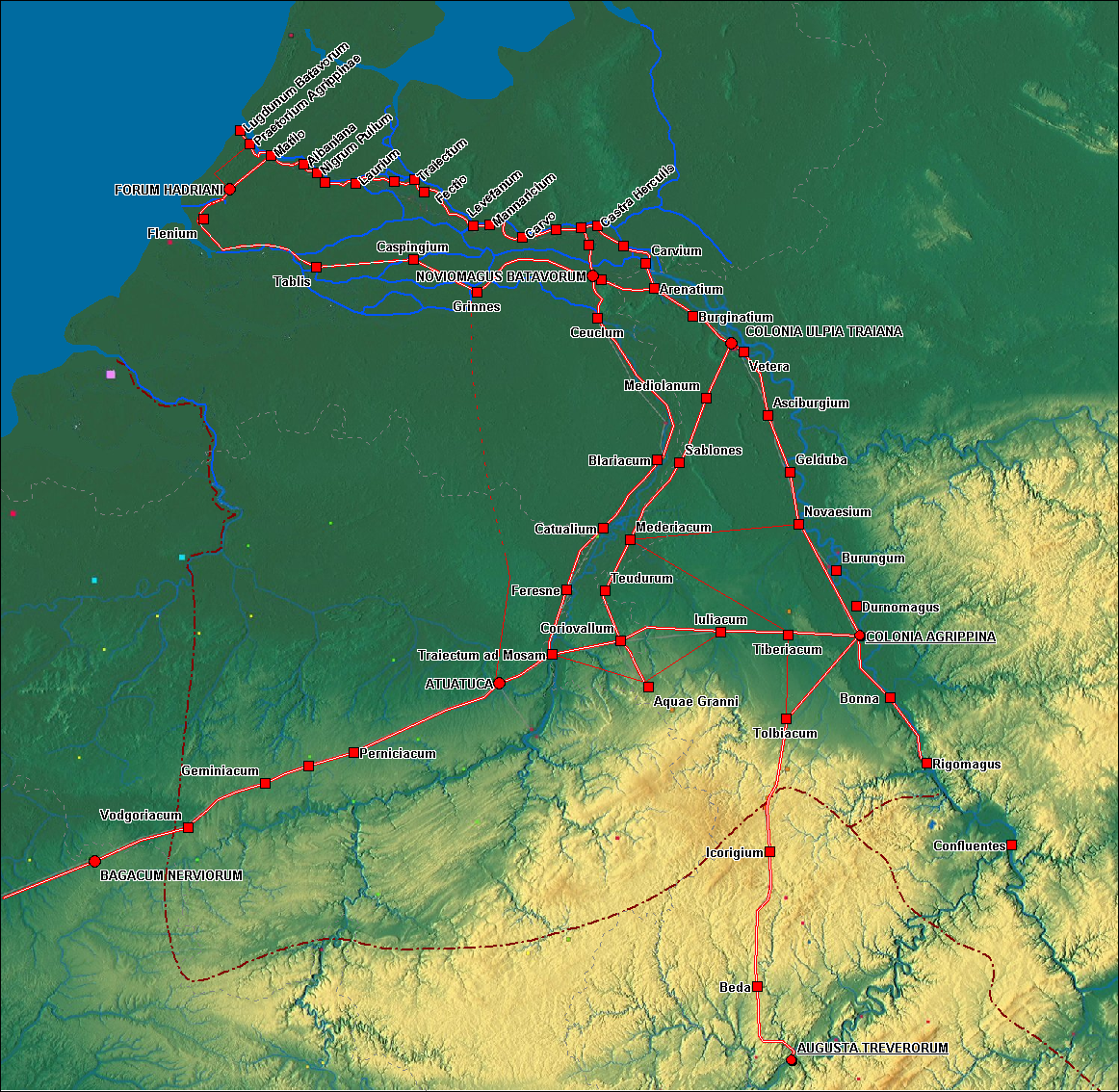
Red de comunicaciones, principales civitates y principales campamentos militares romanos de la provincia Germania Inferior.